# Étienne Dujardin-Beaumetz
Henri Charles Étienne Dujardin-Beaumetz (* 29. September 1852 in Passy bei Paris; † 27. September 1913 in Le Bezole, Département Aude) war ein französischer Maler.

## Leben
Dujardin-Beaumetz war ein Sohn des Arztes Hippolyte Dujardin-Beaumetz und dessen Ehefrau Clémence Lepère. Dujardin-Beaumetz kam nach Paris und wurde an der École des Beaux-Arts u. a. durch Émile Bin und Alexandre Cabanel unterrichtet.
Später war Dujardin-Beaumetz maßgeblich an der Gründung  der Société libre des artistes français beteiligt; eine Künstlervereinigung, um die Vermarktung ihrer Werke zu verbessern, aber auch als Sprachrohr der Avantgarde. Beteiligt bzw. Mitglieder der ersten Stunde waren Paul Alexis, Numa Costa, Marius Roux-Renard und  Émile Zola.
Am 4. Februar 1886 heiratete Dujardin-Beaumetz in Paris (16. Arrondissement) Marie-Louise Petiet, die Enkelin von General Paul Petiet. Einige Zeit lebte das Ehepaar in Paris XVI, später ließen sie sich in La Bezole nieder. Zwei Tage vor seinem 61. Geburtstag starb Étienne Dujardin-Beaumetz am 27. September 1913 in La Bezole und fand dort auch seine letzte Ruhestätte.
Ein bemerkenswertes Porträt von Dujardin-Beaumetz schuf 1906 der Maler Adolphe Déchenaud; es ist heute Eigentum des Musée d’Orsay.

## Werke (Auswahl)
Bilder
- L’Infanterie d’un chateau. 1879.
- Les voila! 1870. 1880.
- Le général Lapasset brûlant son drapeau. 1882.
- Les liberateurs. 1883.
- A Champigny. 1884.
- La dernière faction. 1885.
- Salut à la victoire. 1888.

Bücher
- Proposition de loi concernant la liberté des théâtres. Motteroz, Paris 1892 (zusammen mit Gustave Isambert).
- Entretiens avec Rodin. Paris 1913.
- Discours de 1905 à 1911. Dupont, Paris 1913.